# Clevelandklasse
De Amerikaanse marine ontwierp de Clevelandklasse van lichte kruisers voor de Tweede Wereldoorlog met het doel een vergroot bereik en meer luchtafweergeschut ten opzichte van voorgaande klasses.
Hoewel er 39 schepen waren besteld, kwamen er slechts 27 in dienst. Negen schepen werden herbesteld als vliegdekschepen van de Independenceklasse. Zes schepen werden later opnieuw uitgerust als Galveston- en Providenceklasse kruisraketkruisers.
De schepen werden vooral gebruikt in de Grote Oceaan tijdens de Tweede Wereldoorlog, hoewel er een aantal ook ingezet werden in Europa en voor de kust van Afrika.

## Schepen
- Cleveland (CL-55)
- Columbia (CL-56)
- Montpelier (CL-57)
- Denver (CL-58)

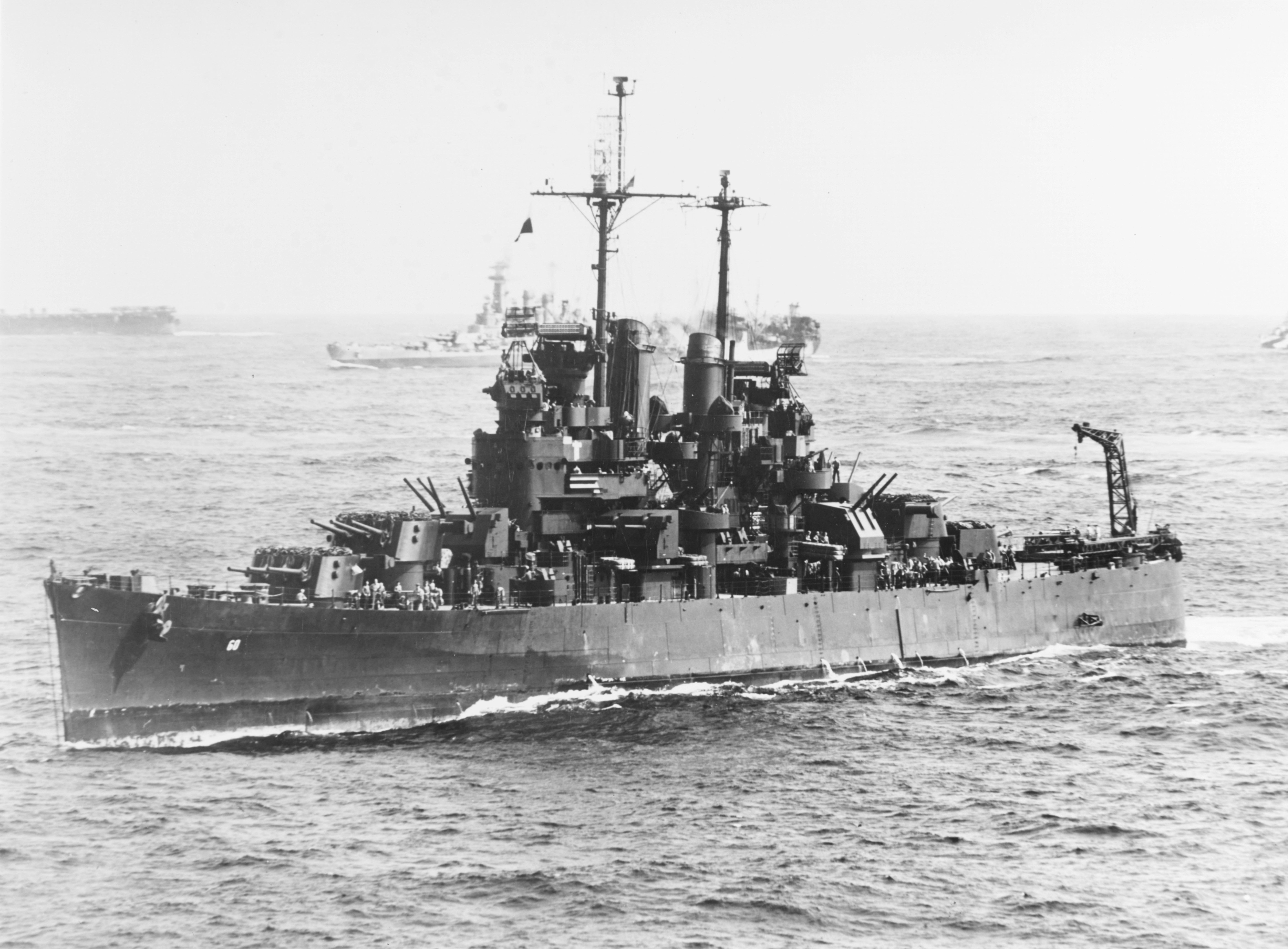
USS Santa Fe

- Amsterdam (CL-59) (Herbesteld als vliegdekschip Independence)
- Santa Fe (CL-60)
- Tallahassee (CL-61) (Herbesteld als vliegdekschip Princeton)
- Birmingham (CL-62)
- Mobile (CL-63)
- Vincennes (CL-64)
- Pasadena (CL-65)
- Springfield (CL-66) (refit als kruisraketkruiser CLG-7/CG-7)
- Topeka (CL-67) (refit als kruisraketkruiser CLG-8)
- New Haven (CL-76) (Herbesteld als vliegdekschip Belleau Wood)
- Huntington (CL-77) (Herbesteld als vliegdekschip Cowpens)
- Dayton (CL-78) (Herbesteld als vliegdekschip Monterey)
- Wilmington (CL-79) (Herbesteld als vliegdekschip Cabot)
- Biloxi (CL-80)
- Houston (CL-81)
- Providence (CL-82) (refit als kruisraketkruiser CLG-6/CG-6)
- Manchester (CL-83)
- Fargo (CL-85) (Herbesteld als vliegdekschip Langley)
- CL-84 (niet benaamd, geannuleerd)
- Vicksburg (CL-86)
- Duluth (CL-87)
- CL-88 (niet benaamd, geannuleerd)
- Miami (CL-89)
- Astoria (CL-90)
- Oklahoma City (CL-91) (refit als kruisraketkruiser CLG-5/CG-5)
- Little Rock (CL-92) (refit als kruisraketkruiser CLG-4/CG-4)
- Galveston (CL-93) (refit als kruisraketkruiser CLG-3)
- Youngstown (CL-94), geannuleerd, en gelsoopt.
- Buffalo (CL-99) (Herbesteld als vliegdekschip Bataan)
- Newark (CL-100) (Herbesteld als vliegdekschip San Jacinto)
- Amsterdam (CL-101)
- Portsmouth (CL-102)
- Wilkes-Barre (CL-103)
- Atlanta (CL-104)
- Dayton (CL-105)